# Kings Highway (linea BMT Brighton)
Kings Highway è una stazione della metropolitana di New York, situata sulla linea BMT Brighton. Nel 2014 è stata utilizzata da 5 693 562 passeggeri.
È servita dalle linee B Sixth Avenue Express, attiva solo nei gironi feriali fino alle 23:00, e Q Broadway Express, sempre attiva.